# Black Beauty
„Black Beauty“ je píseň americké zpěvačky a skladatelky Lany Del Rey, jež vyšla jako bonus na Deluxe verzi alba Ultraviolence. Byla vydána pouze pro Německo dne 21. listopadu 2014, jako třetí oficiální singl z jejího třetího studiového alba. Napsána byla samotnou Del Rey a Rickem Nowelsem. Píseň spatřila světlo světa již 18. června 2013, když demo verze unikla na internet. V písni Lana zpívá o muži, který nedokáže ocenit krásu života a utápí se pouze ve smutku. Bradley Stern v recenzi pro MuuMuse přirovnal tuto píseň k jejímu singlu „Ride“ a označil ji za jednu z nejlepších, jakou kdy natočila.

## Hudební příčky
| Žebříček (2014)                              | Nejvyšší umístění |
| -------------------------------------------- | ----------------- |
| Spojené království (Official Charts Company) | 179               |